# RBS TV Bagé
RBS TV Bagé é uma emissora de televisão brasileira sediada em Bagé, cidade do estado do Rio Grande do Sul. Opera no canal 6 (34 UHF digital), e é afiliada à TV Globo. A emissora integra a RBS TV, rede de televisão pertencente ao Grupo RBS.

## História

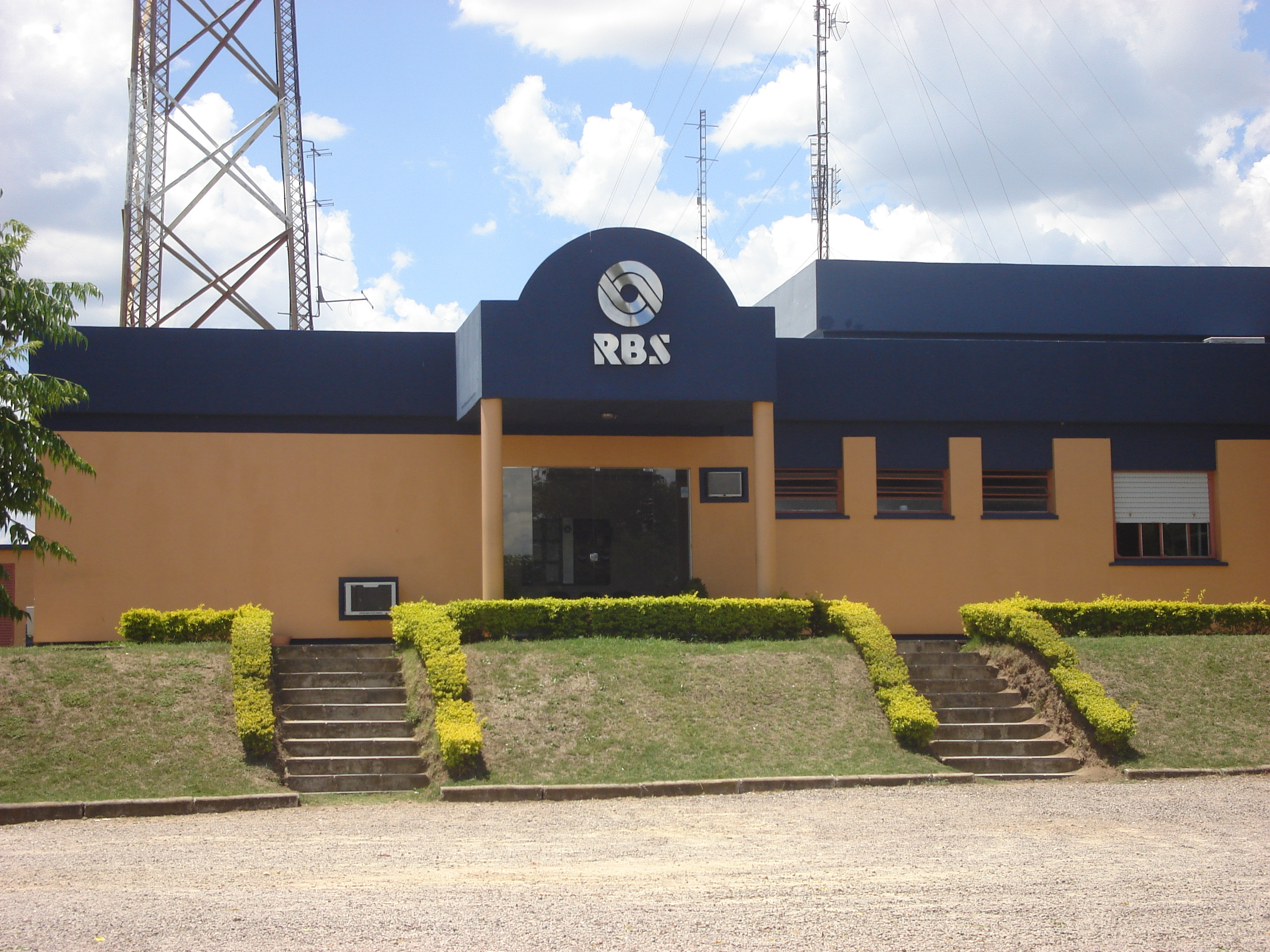
Sede da emissora, em 2008

A história da emissora começa em 21 de novembro de 1973, quando o presidente Emílio Garrastazu Médici outorgou a concessão do canal 6 VHF à Rede Brasil Sul de Comunicações. A TV Bagé foi inaugurada em 19 de janeiro de 1977, com a presença do então ministro das comunicações Euclides Quandt de Oliveira.
Em 1.º de outubro de 1983, a TV Bagé, juntamente com as outras emissoras da RBS TV no Rio Grande do Sul e Santa Catarina, passou a se chamar RBS TV Bagé. Em 1985, entrou no ar a sua primeira retransmissora, o canal 12 de Dom Pedrito. Mais tarde, entraram no ar as repetidoras de Pinheiro Machado e Santana do Livramento, formando a região de cobertura da RBS TV Bagé.
Em 2005, em virtude do aniversário de 40 anos da Rede Globo, a RBS TV Bagé e todas as outras emissoras da RBS TV receberam um cenário padronizado de acordo com o telejornalismo local da rede para ser usado nos blocos locais do Jornal do Almoço e do RBS Notícias. O cenário dos telejornais de Bagé conta com fotos da região reproduzidas em grandes painéis no estúdio.
Em julho de 2009, uma pesquisa do Ibope confirmou a liderança de audiência da RBS TV Bagé. Segundo a pesquisa, o Jornal do Almoço local de Bagé teve média de 71,5% de share entre os meses de abril e junho do mesmo ano.

## Sinal digital
| Canal virtual | Canal digital | Resolução de tela | Programação                                  |
| ------------- | ------------- | ----------------- | -------------------------------------------- |
| 6.1           | 34 UHF        | 1080i             | Programação principal da RBS TV Bagé / Globo |

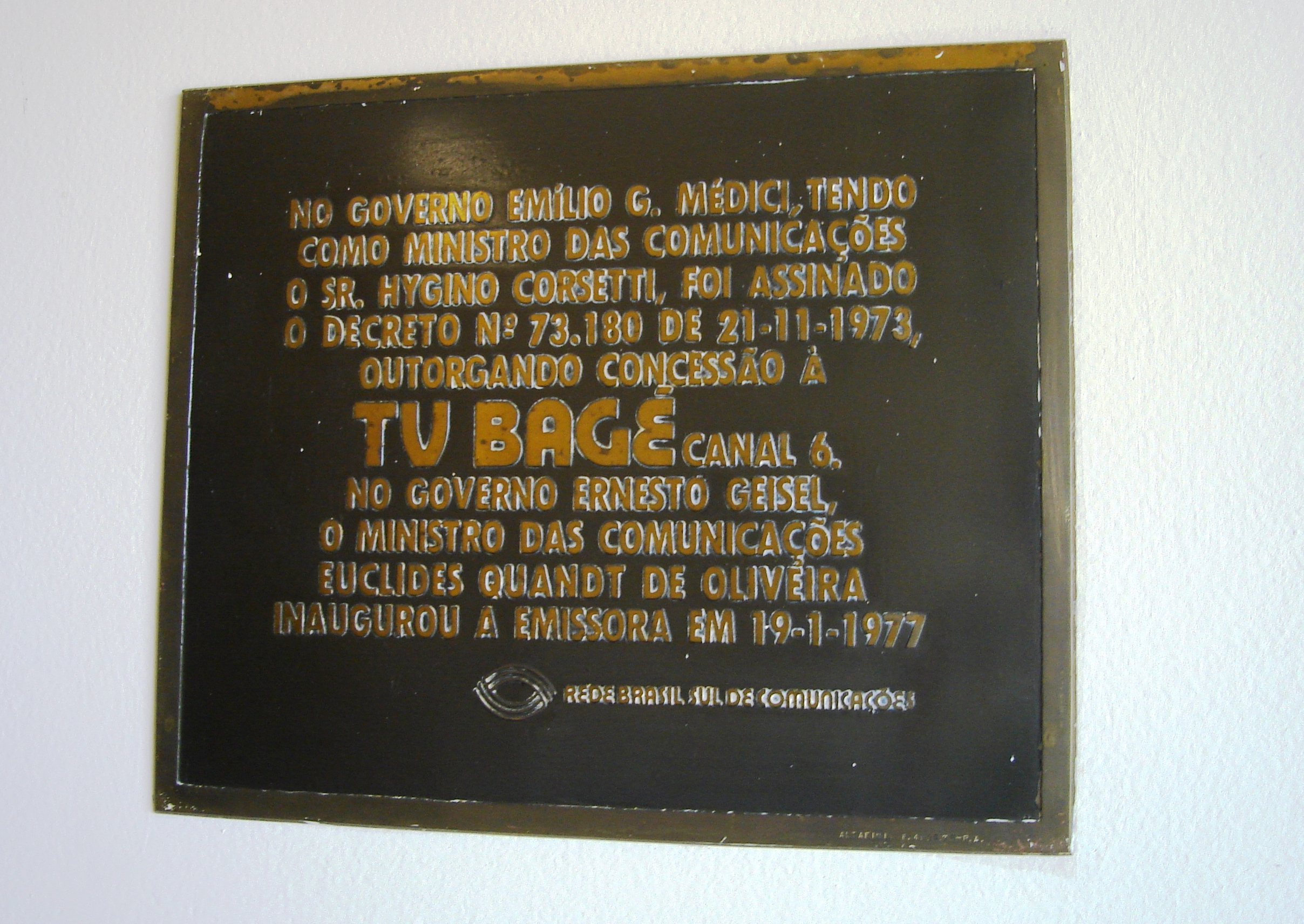
Placa de inauguração da TV Bagé

Em 30 de abril de 2012, o MiniCom outorgou o canal 34 UHF digital para a emissora. Em 19 de fevereiro de 2014, iniciaram-se os testes para implantação, e em 24 de abril, foi oficialmente inaugurado o sinal digital da emissora. Até 2019, ano em que deixou de produzir programas locais, a emissora não exibia sua programação em alta definição, com exceção do que era transmitido pela RBS TV Porto Alegre e pela Globo.
Transição para o sinal digital
Com base no decreto federal de transição das emissoras de TV brasileiras do sinal analógico para o digital, a RBS TV Bagé cessou suas transmissões pelo canal 6 VHF em 30 de julho de 2021. O sinal da emissora foi interrompido às 23h59, durante a exibição do Jornal da Globo.

## Programas
A emissora produziu, até 31 de julho de 2019, blocos locais do Jornal do Almoço com 20 minutos de duração, na época apresentados por Roberta Mércio. Em 19 de agosto, passou a retransmitir o bloco regional do telejornal gerado pela RBS TV Pelotas. O restante da programação é composto pelos programas gerados pela RBS TV Porto Alegre e pelos programas da Rede Globo.

## Retransmissoras
- Aceguá - 7 VHF / 24 UHF digital (em implantação)
- Candiota - 7 VHF
- Dom Pedrito - 12 VHF / 35 UHF digital
- Hulha Negra - 6 (34 UHF)
- Pedras Altas - 45 (23 UHF)
- Pinheiro Machado - 8 VHF / 36 UHF digital
- Santana do Livramento - 4 VHF / 34 UHF digital